# Indokínai-félsziget
Az Indokínai- (vagy Hátsó-indiai)-félsziget Ázsia három nagy déli félszigete közül a legkeletebbi. Területe megegyezik Indokína történelmi-kulturális régióval. A Maláj-szigetvilággal együtt alkotja Délkelet-Ázsiát. Területén hat ország: Mianmar, Thaiföld, Laosz, Kambodzsa, Vietnám és Malajzia (csak a nyugati része) osztozik.

## Elhelyezkedése
Az Indokínai-félsziget Délkelet-Ázsiában, Indiától keletre, Kínától délre fekszik. Területe Délkelet-Ázsia területének kb. fele, 2 millió km2.
Nyugati határát a Mianmar nyugati részén fekvő észak-déli futású, Eurázsiai-hegységrendszerhez tartozó vonulatok (pl. Patkai-hegység) jelölik ki. Északi határát természetföldrajzi tényezők alapján igen nehéz meghúzni, így azt inkább a politikai helyzethez (Kína déli határa) igazították. Keletről a Csendes-óceán peremtengerével, a Dél-kínai-tengerrel és annak két öblével (Vietnámi-öböl, Thai-öböl) határos, míg délről a szűk Malakka-szoros választja el Szumátrától. A félszigetet délnyugaton az Indiai-óceánhoz tartozó Bengál-öböl zárja le.
Az Indokínai-félsziget partvonala a partokkal párhuzamosan futó hegységek miatt többnyire konkordáns. Ezt csak a folyók (pl. Mekong) deltatorkolatai vagy a part menti szigetek teszik tagoltabbá. Elkeskenyedő déli félszigete a Maláj-félsziget. Nagyobb öblei: északon a Vietnámi-, délen a Thai- (Sziámi-), nyugaton a Martabani-öböl.

## Tájai
- Észak-burmai-hegyvidék
- Nyugat-burmai-hegyvidék (Patkai-hegység, Naga-hegység, Csin-hegység, Arakán-hegység)
- Pegu-hegység
- San-fennsík
- Tonkini-felföld
- Khorat-fennsík
- Dângrêk-hegység
- Krâvanh-hegység (Kardamon-hegység)
- Vietnámi-hegyvidék
- Központi-hegyvidék
- Iravádi-medence
- Csaophraja-alföld
- Kambodzsai-alföld

## Kialakulása
A félsziget szerkezete és felépítése összetett. Nincs egységes ősföldje, az egyes ősföld-darabkák a Gondwana őskontinens részeiből és más mikrokontinensek egységeiből forrtak össze. Ennek fő tömege a Szunda-masszívum, melynek egy kisebb része, a Kambodzsai-pajzs fekszik az Indokínai-félsziget aljzatában, míg nagy része a Dél-kínai-tenger és Borneó alatt található. Kisebb ősföld-darabok a Shan-fennsíkon és a Maláj-félszigeten is előfordulnak.
Az óidő szilur időszakának emlékei a Kaledóniai-hegységképződés korszakából csak helyenként, az Észak-burmai-hegyvidék és a Vietnámi-hegység területén bukkannak a felszínre. A devonban tenger öntötte el a területet, melyben üledékes kőzetek (főleg mészkő) rakódtak le. Ezek a Shan-fennsík korábbi, kristályos kőzeteire is rátelepültek. 

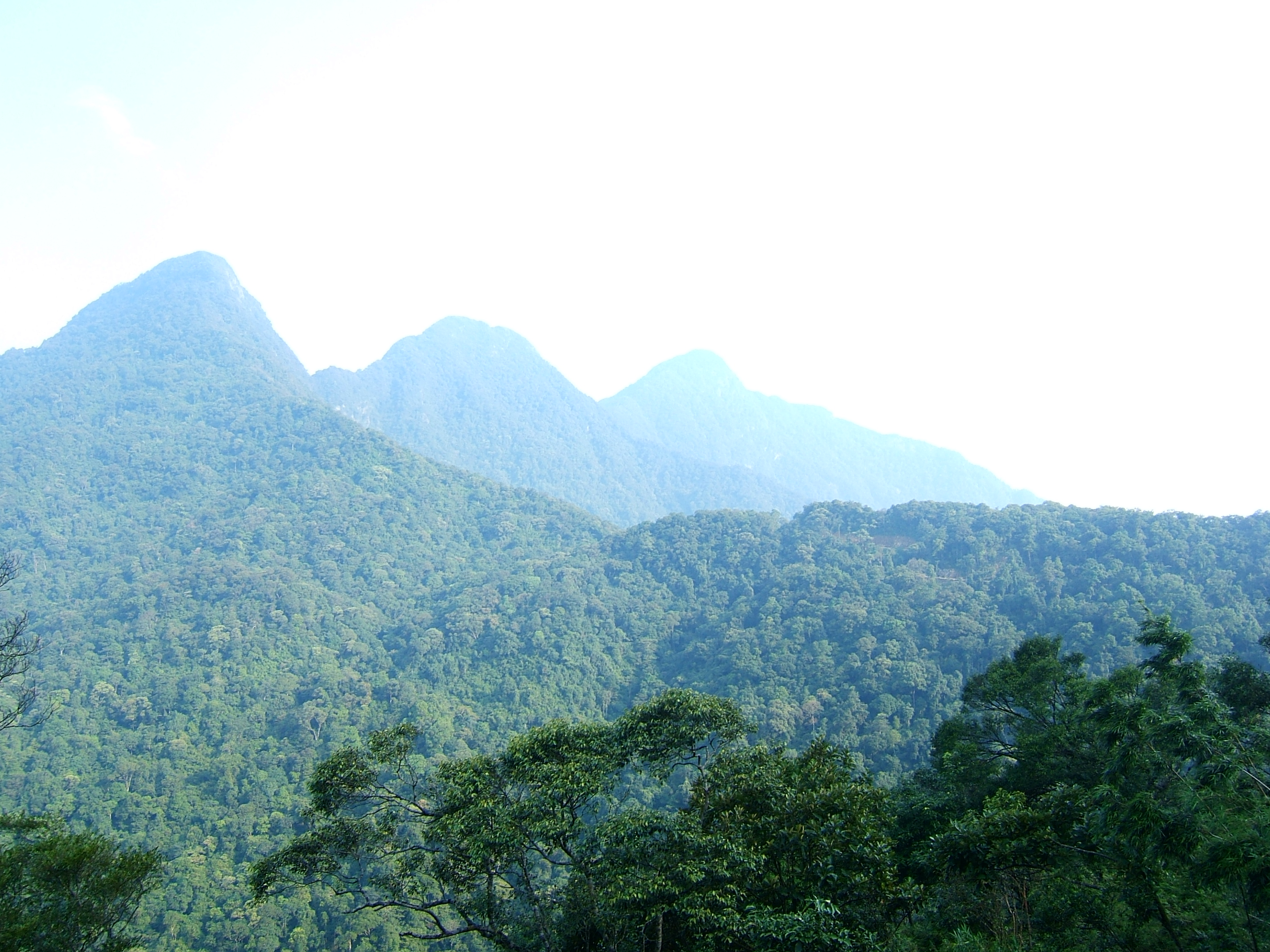
A Tam Dao-hegylánc a Vietnámi-hegységben

A Variszkuszi-hegységképződés során, a karbon időszakban alakult ki a Vietnámi-hegység nagy része, mely kőzetei közé a törésvonalak mentén jelentős mennyiségű magma is benyomult. Északi részén az óidő végéig folyamatosan képződött ez a kőzet, mely nagy vastagságban karsztosodott a későbbi időszakokban (pl. Hạ Long-öböl szigettengeres karsztja). 
A Központi-hegyvidéket szintén óidei mészkövek és homokkövek alkotják.
A mezozoikumban megindult Pangea feldarabolódása. Az Indokínai-félsziget részei ismét Gondwanához tartoztak, ám arról rövid időn belül leválva kisebb mikrokontiensekként gyorsan nekiütköztek az Eurázsiai-lemeznek. Az ütközés során a triász végén és a jurában lezajlott az indoszínai-hegységképződés. Ez alakította ki a félsziget közepén lévő hegyvonulatokat. A hegységképződésút ismét magmabenyomulás (főleg gránit, benne arany-, réz- és ónérctelepek keletkezése) kísérte, elsősorban a Központi-hegyvidék területén. A hegységképződés a jura végén és a krétában a Maláj-félsziget kialakulásához vezetett.

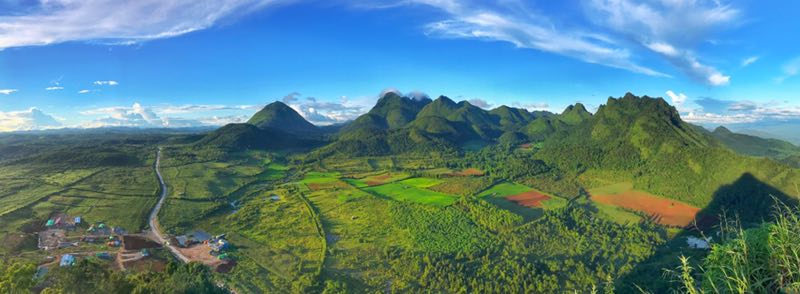
A Loi Sam Sip-hegység Észak-Mianmarban

A mezozoikum végén a Himalája létrejöttéhez kapcsolódóan elkezdett kiemelkedni a Nyugat-burmai-hegyvidék. Itt az északkelet felé nyomuló Indiai-Ausztráliai-kőzetlemez alábukva belepréselődött az Eurázsiai-lemezbe, mely szegélyét két aktív törésvonal jelzi.
A külső ív az Arakán-hegységgel indul, majd az Indokínai-félszigeten kívüli szigeteken folytatódik (Andamán- és Nikobár-szigetek), majd Sumba és Flores szigetei). A belső ív első tagja a Pegu-hegység, majd szintén a Maláj-szigetvilágban (Nagy- és Kis-Szunda-szigetek) folytatódik. E két hegységi öv keletkezésével egyidőben a lemezütközések a félsziget korábbi, ó- és középidőben keletkezett hegységeit is újra kiemelték, megfiatalították. A Vietnámi-hegység déli részén még bazaltvulkánosság is zajlott.
Csak a legutóbbi időben, a negyedidőszakban alakultak ki az Indokínai-félsziget partvonalai, ugyanis a jégkorszakokok alatt az alacsonyabb tengerszint miatt a félsziget és a Maláj-szigetvilág számos szigetével összekapcsolódott. Csak az utolsó jégkorszak utáni tengerszint-emelkedés és ennek következtében a Szunda-tenger létrejötte választotta le ezeket a félszigetről.

## Éghajlata
Az Indokínai-félsziget – kisebb északi területét kivéve – a trópusi övezetben fekszik.
Alapvetően a monszun szélrendszer alakítja éghajlatát, ám a földrajzi szélességtől, a tengerszint feletti magasságtól vagy a lejtőkitettségtől függően számos tényező módosítja annak hatását.
A trópusi monszunnak köszönhetően a tél általában enyhe és száraz. Ez alól két okból is van azonban kivétel. A félsziget északi részét télen a kontinens belsejében lévő nagy anticiklon hatásai jelentősen legyengülve érik el, de arra még képesek, hogy komoly lehűlést okozzanak, bár a januári középhőmérséklet még is itt eléri a 17°C-ot. Amire azonban elérik a Vietnámi-hegység keleti lejtőit vagy a Maláj-félsziget keleti peremét, a tenger feletti átkeléstől nedvességtartalmuk magasabb, így ezeken a helyeken a téli monszun is okoz csapadékot. A nyár a félsziget belsejében a legforróbb: a júliusi középhőmérséklet elérheti a 30 °C-ot, ami 40-45°C-os napi csúcsértékekkel jár együtt.

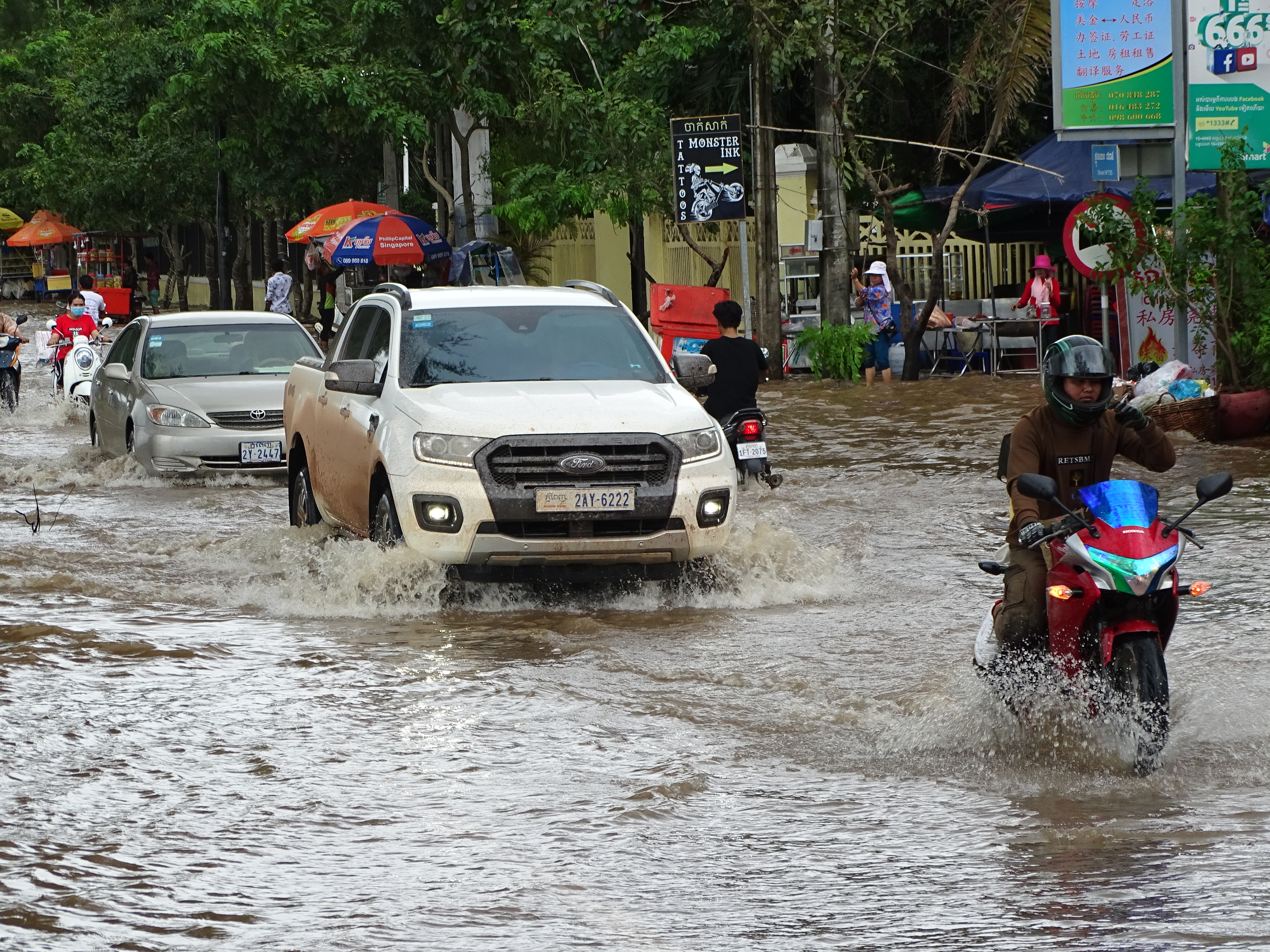
Árvíz a kombodzsai Kampotban

Az évi csapadék mennyisége általában 1000-2000 mm között van. A legtöbb esőt a hegyvidékek szél felőli oldalai kapják, a Nyugat-burmai-hegyvidéken és a Tenasserim-hegységben akár 4000-5000 mm is eshet egy évben. A keleti partoknál sem ritka a 3000 mm-t eléri csapadékösszeg. A legszárazabb terület a hegyek által közrezárt Irrawaddy-medence, ahol az évi csapadékátlag 800 mm alatt van. A Központi-hegyvidék szélárnyékában fekvő Tak városkában mértek már 545 mm-t is egy évben. A félsziget nyugati partjai mentén a trópusi ciklonok, a keletin a szél megfordulásával járó őszi időszakban kialakuló tájfunok okozhatnak heves, pusztító esőzéseket. A Maláj-félsziget tartja egész Délkelet-Ázsia napi csapadékmaximumát: mértek itt már 625 mm-t is 24 óra alatt. A legcsapadékosabb keleti hegyvidékek éghajlata egyenlítői, mely egész évben csapadékos. A félsziget legnagyobb részén trópusi monszun éghajlat található, ahol a nyár nagyon csapadékos, a tél viszont száraz. 

## Vízrajza
A sok csapadék miatt az Indokínai-félsziget vízhálózata sűrű, lefolyástalan területei alig vannak. Nagyobb, keleti része a Csendes-óceán, kisebb, nyugati területei az Indiai-óceán vízgyűjtőjéhez tartoznak. A folyók futásának irányát a félsziget dél felé elkeskenyedő alakja és a parttal párhuzamos hegységek határozzák meg. Nagyobb folyói Tibet keleti területén erednek, felső szakaszuk fokozatosan hátravágódik, így csökkentve a Tibeti-fennsík kiterjedését. Völgyeik és különösen kiszélesedő alföldjeik a rizstermesztéshez ideális feltételeket biztosítanak ("Ázsia rizskamrái"), így hatalmas a népsűrűségük.

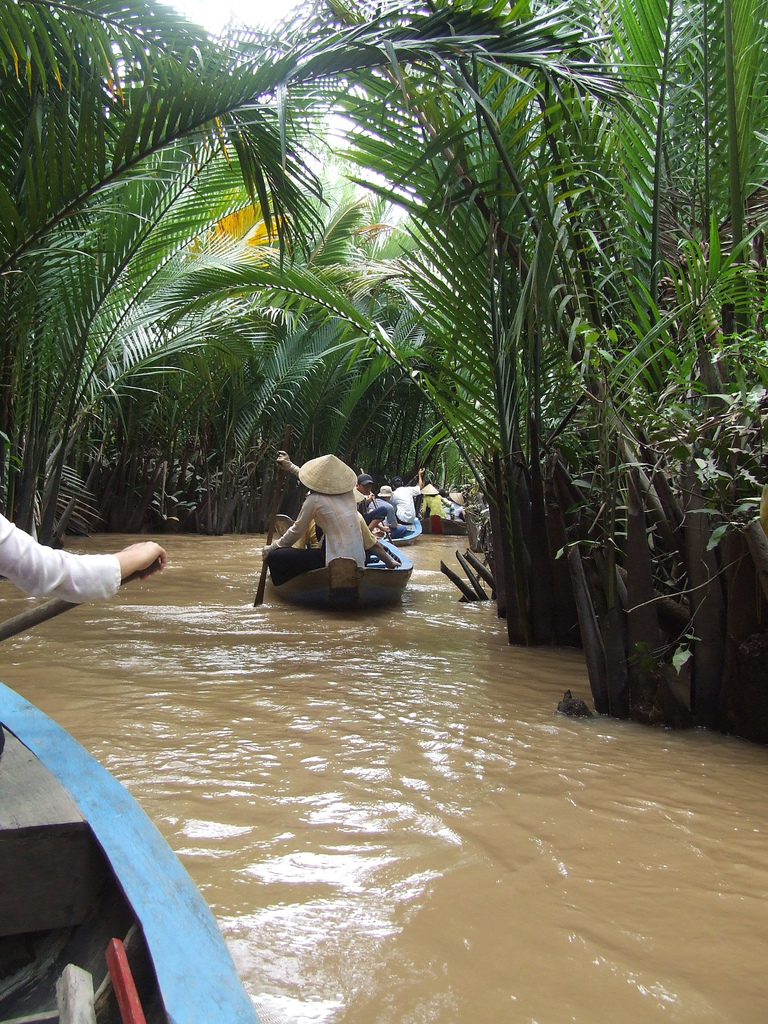
A Mekong deltája

A táj leghosszabb és legbővizűbb folyója a Mekong. Teljes hosszának kb. kétharmada esik a félszigetre, de vízgyűjtőjének nagyobb része található itt. Laosz hegyeit nagy esésű, zuhatagos szakaszokkal szeli át, majd kisebb medencéken folyik keresztül. A Khorat-fennsík megkerülése miatt egy hatalmas kanyart tesz kelet felé, majd annak délkeleti peremén két látványos vízesést alkot. Ezután a Kambodzsai-alföldön folyik, ahol lelassul, ágakra bomlik. Miután felvette a Tonlé Sap-tó vizét, két főágra és több kisebb ágra szakad, melyeken kis esése (1 cm/km) miatt a dagály felhatol. Nagy mennyiségű hordalékot szállít és rak itt le, ezzel a partvonal előrenyomul: a szárazföld évente kb. 80 méternyit terjeszkedik a tenger rovására. Vízállása a monszun csapadékeloszlását követve erősen ingadozó: árvizei északon augusztusban, délebbre szeptemberben jellemzőek. Legkisebb vízállása a száraz évszak végén, februárban vagy márciusban alakul ki.
A Vörös-folyó (Song Hong) hossza 1183 km, a Dél-kínai-tengerbe ömlik. Ma a Jünnani-fennsíkon ered, mert felső szakaszát szerkezeti mozgások és folyólefejezések miatt elhódította a Jangce. A sok hordalék miatt torkolata évente 100 métert nyomul előre. Szintén nagyon kicsi az esése, nyár végi, monszun miatt bekövetkező árvizei nagyon gyorsan jelennek meg és nagy vízszint-emelkedéssel (pl. Hanoinál 12 m!) járnak. Bal oldali mellékfolyója a Világos-folyó (Song Chay), jobb oldali a Fekete-folyó (Song Da).
A Thai-öbölbe torkollik a Chao Praya ("Vizek Anyja") folyó. Régi európai neve: Menam. Hossza 1200 km, négy ágból ered Thaiföld északi területén. Az általa felöltött alföldön szétágazik, nyugati ága nagyobb, de a keleti ága Bangkok közelében halad el, így gazdasági szerepe fontosabb. Alsó szakaszán hatalmas deltát hozott létre, és szintén hordalékokkal tölti fel a tengert. Kis esése miatt a dagály a tengertől 95 km-re is megfigyelhető rajta.

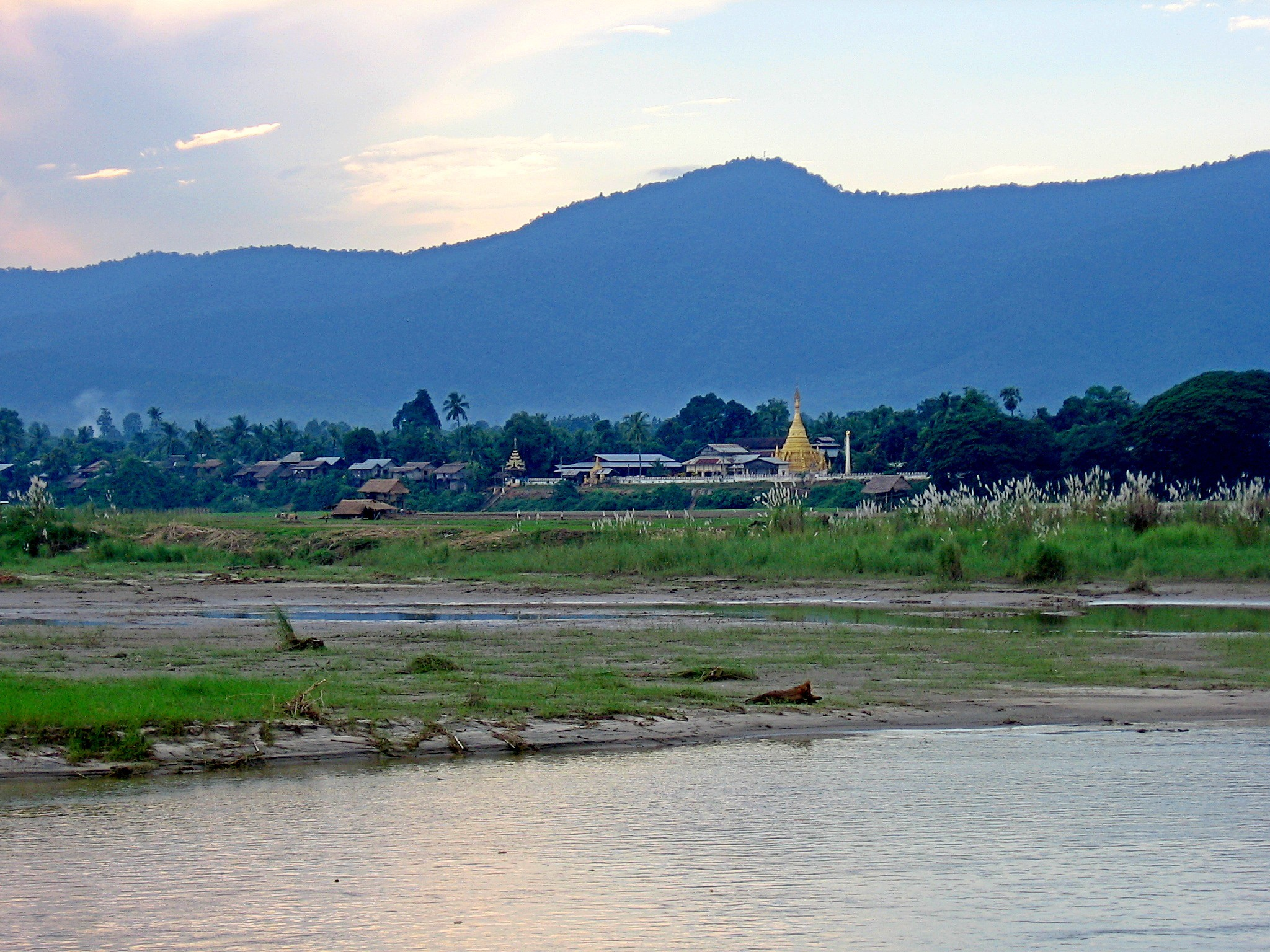
Az Irrawaddy Bhamo és Khata között

Az Irrawaddy az Észak-burmai-hegyvidéken ered, de mellékfolyói a Kelet-tibeti-hegyvidékről is szállítanak bele vizet. Korábban egyenesen dél felé tartott, ám a harmadidőszakban Mandalay környékén vulkáni működés által felszínre hozott tömb miatt nyugat felé fordult. Egykori medrében ma itt a Sittang folyik. Az Irrawaddy később újra délre kanyarodik, majd hatalmas deltát építve éri el a Martabani-öblöt. 
A Salween a Tibeti-fennsíkon ered. Mély, szakadékos völgyben halad át Shan-fennsíkon, ahonnan sok kisebb mellékfolyója vizét gyűjti be. Keskeny feltöltött síkságot felépítve ömlik a Martabani-öbölbe.

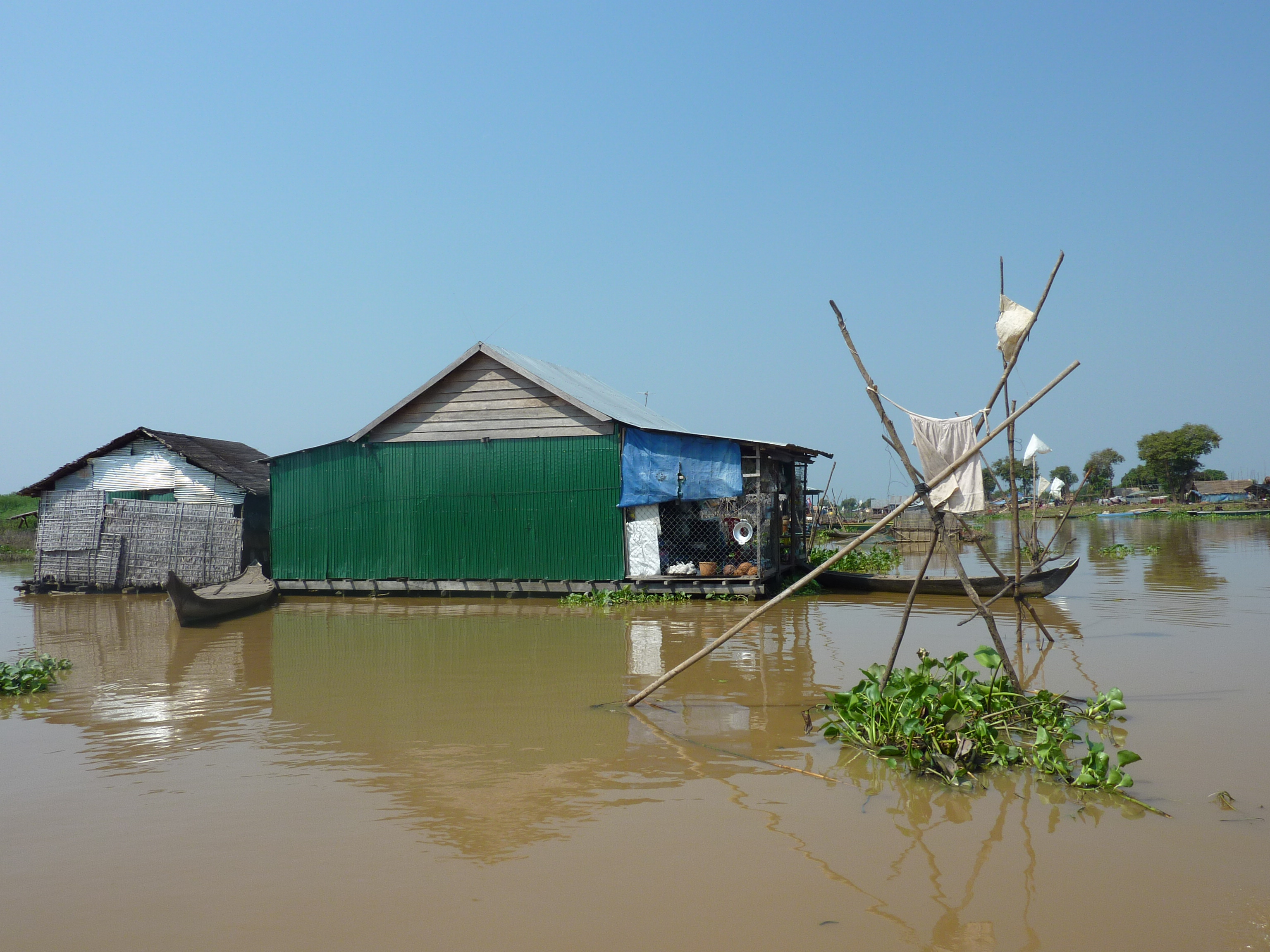
Falu a Tonlé Sap mentén

A félsziget legnagyobb tava a Tonlé Sap ("Nagy tó") A Kambodzsai-alföldön található. Területe 3000 km2, ám a nyári áradásokkor a tavat a Mekonggal összekötő folyócska vize visszafelé folyik, így a tó területe akár 15.000 km2 is lehet.

## Növényzete

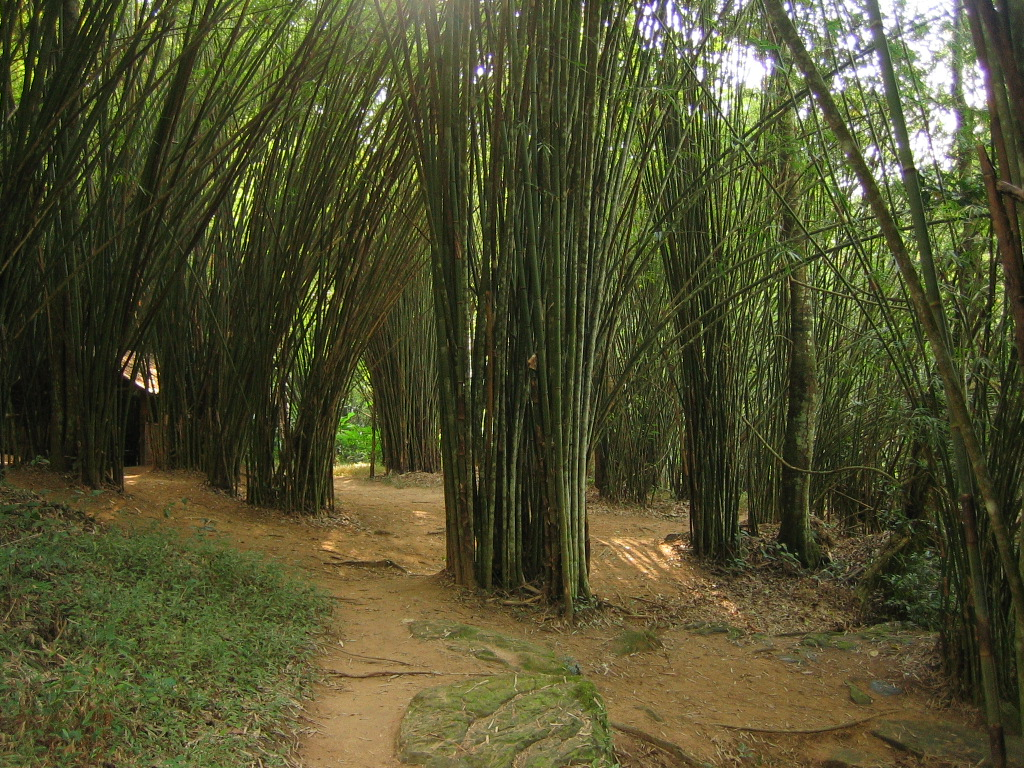
Bambuszerdő a thaiföldi Nam Nao Nemzeti Parkban

Az Indokínai-félsziget belső területein szavanna növényzet jellemző, melynek egy különleges, a Kambodzsai-alföldön jellemző típusa a veal. Ezt a száraz évszakba magas növésű fűfélék és alacsony bambuszok uralják, az esős évszakban viszont a hatalmas áradások miatt csak a Hydrocarpus-félék koronái állnak ki a vízből. 
Azokon a szavannákon, ahol a csapadék kevesebb, a száraz évszak hossza pedig eléri az 5-6 hónapot, lombhullató erdők alakultak ki. Dipterocarpus ligeterdők, cikászok és pálmafélék találhatóak ezekben, kevesebb a fán lakó növény. A Khorat-fennsíkon a száraz évszakban gyakran pusztítanak erdőtüzek. A csapadékosabb szavannákon (1500 mm-nél több évi csapadékmennyiség) nedves monszunerdők alakultak ki. Itt a száraz évszak csak 4-5 hónapig tart, így egyre több az örökzöld faj. Laosz és Észak-Vietnam erdeiben már kettős lombkoronaszint alakult ki, a fajok közül a Leguminosae- és a Verbenaceae-félék és a tikfa, a magasabb területeken a bambuszok az uralkodók.

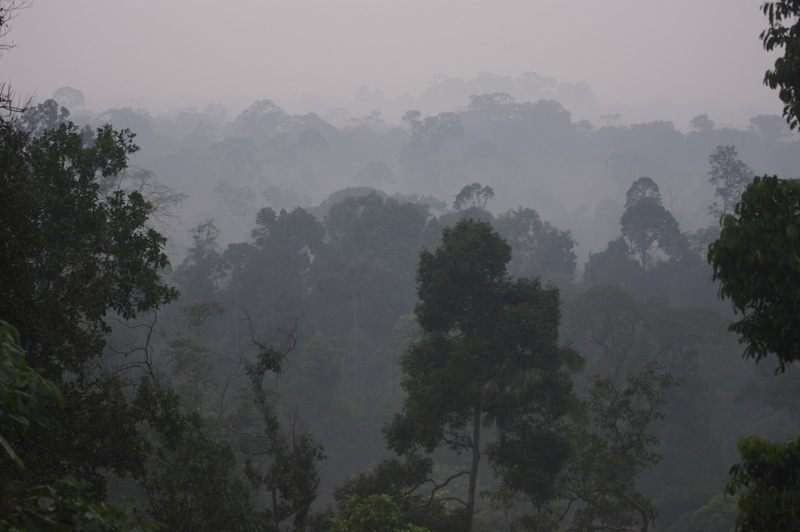
Esőerdő a Maláj-félszigeten

A legcsapadékosabb területeken, ahol az évi csapadékmennyiség meghaladja a 2000 mm-t, trópusi esőerdők jellemzőek. Ez a terület az Indokínai-félszigeten jóval túlnyúlik a máshol megszokott 10. szélességi körnél. Száraz évszak itt már nincs, az erdők sűrűek és fajokban gazdagok, a lombkoronaszint hármas tagolású. Jellemzői a kámfor- és fahéjfák, valamint a Dipterocarpacaea-fajok.
A Maláj-félsziget vizenyős partszakaszain trópusi mocsárvilág alakult ki. A kevert mocsárerdő fajokban nagyon gazdag. Fái az év nagy részében vízben állnak. A valamivel magasabb vagy kevésbé vizenyős területeken a fajokban szegényesebb padang erdő jellemző. A nagyobb folyók deltáiban találhatjuk a Föld legnagyobb tengerparti mangroveerdőit. 
A félsziget 800-1000 méternél magasabb hegyvidékein a hegyi babérerdő az uralkodó növénytársulás. Itt a babér mellett bükkök, mangólia, diófélék és tűlevelű fák is jellemzőek. Még magasabban – 1700 méter körül – kezdődnek a hegyvidéki esőerdők. Ezeket bükkök, majd Podocarpus-fajok, páfrányfák, hangafélék és fenyők alkotják. Sok a lián és más fán lakó növény, de a fák magassága itt már csak 10-20 méter. A magashegységekben köderdők alakultak ki, melyekben kisebb pálmák és páfrányok, 2500 méter fölött tőzegmohák, valamint orchideák és rododendronok találhatóak.
Az Indokínai-félsziget természetes növényzetére a legnagyobb veszélyt a népességnövekedés jelenti. Az erdők területe fokozatosan csökken, az erdőtüzek pedig komoly problémákat eredményezhetnek. Például az 1997-es tüzek fojtogató füstje a hajózásban és a légi közlekedésben is fennakadásokat okozott.

## Talajai
Az esőerdők talajaiban, a latoszolban a kilúgozás miatt csak kevés tápanyag tud felhalmozódni, agyagásványokban is szegények. Alig képződik humusz, a szerves anyagok ásványosodnak, így csak a savanyú nyershumusz keletkezik. Helyi hatások miatt glej-, láp- és mocsári talajok is előfordulnak.
A nedves szavannák talaja a vas-oxidok miatt rozsdavörös. Helyenként sárga latoszolok és vertiszolok is felbukkannak. Emberi tevékenység alakította ki a rizstalajokat: ezeket a tartós vízborítás miatt oxigénhiány és redukciós viszonyok jellemzik, minőségük gyorsan romlik.

## Állatvilága

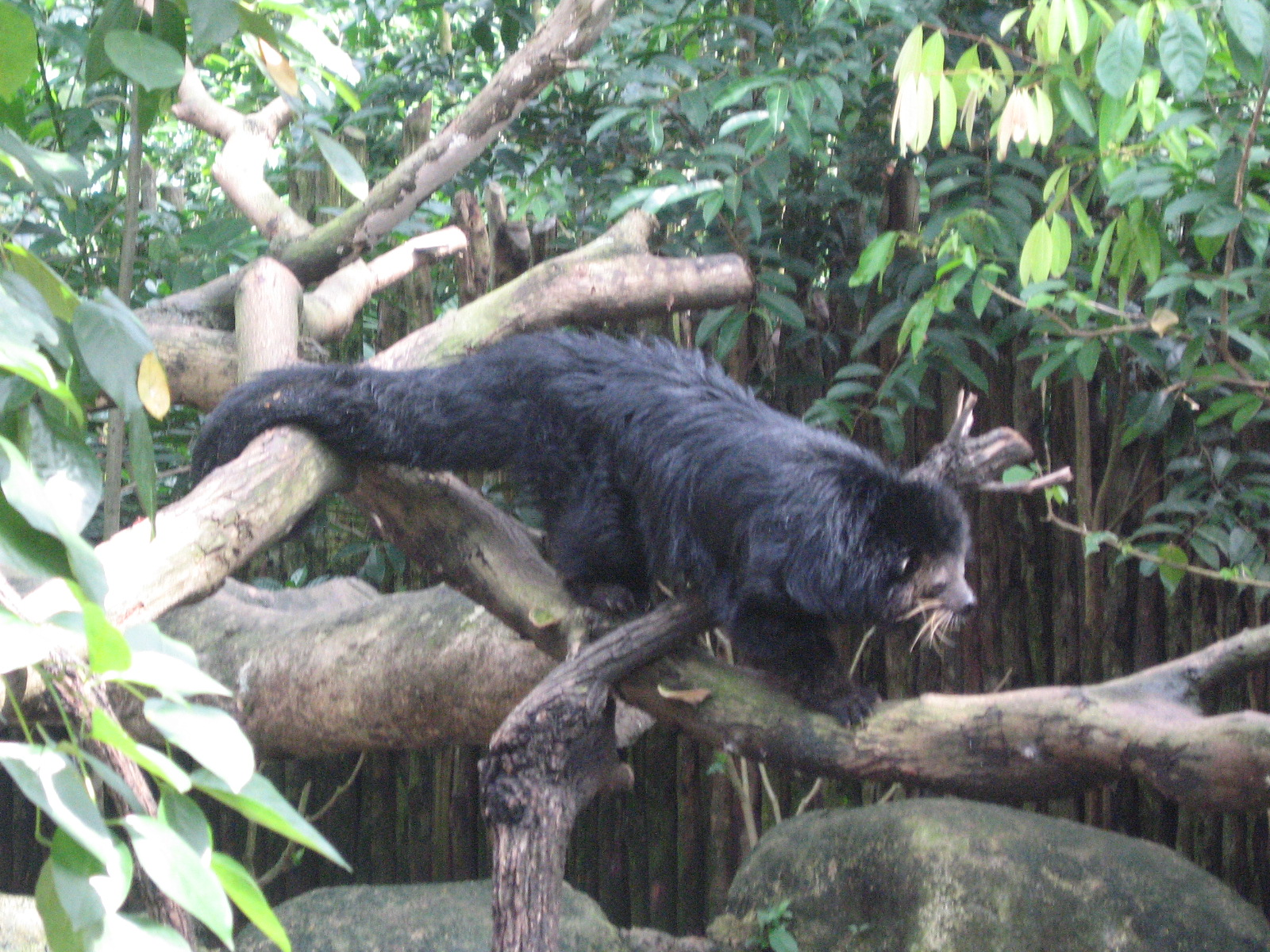
Binturong a szingapúri állatkertben

A félsziget az Arktogaea faunabirodalomhoz tartozik, állatvilága gazdag. Az emlősök közül megtalálható a párduc és a tigris, vadon is előfordul az ázsiai elefánt, az orrszarvú és a tapír állománya viszont jelentősen megritkult. A háziasított szarvasmarha egyik vad őse, a bateng Mianmar erdeiben ma is előfordul. A zergéhez és szarvasmarhához is hasonlító takin az Észak-burmai-hegyvidék meredek, sziklás lejtőin él. A hegyi esőerdőkben a gibbon, a lajhármaki és a binturong nevű cibetmacska-faj is megtalálható. Az esőerdők lombkorona-szintjének nagyon változatos a majom- és madárvilága.